# Ramsey Island
Ramsey Island är en ö i Storbritannien.   Den ligger i kommunen Pembrokeshire och riksdelen Wales, i den sydvästra delen av landet, 400 km väster om huvudstaden London. Arean är 3,2 kvadratkilometer.
Terrängen på Ramsey Island är platt. Öns högsta punkt är 123 meter över havet. Den sträcker sig 3,7 kilometer i nord-sydlig riktning, och 1,7 kilometer i öst-västlig riktning.  Trakten runt Ramsey Island består i huvudsak av gräsmarker.